# Трансгуманізм

Лого трансгуманізму (один із варіантів)

Трансгумані́зм (від лат. trans — крізь, через, за; лат. humanitas — людяність, лат. humanus — людяний, лат. homo — людина) — раціональний, оснований на осмисленні досягнень та перспектив науки, світогляд, який визнає можливість і бажаність докорінних змін у становищі людини, за допомогою передових технологій задля позбавлення їх від страждання, старіння та смерті, а також значного посилення фізичних, розумових і психологічних можливостей людини.
Також, трансгуманізм це міжнародний інтелектуальний та культурний рух на підтримку використання науки і технологій для вдосконалення людських розумових та фізичних можливостей. Рух розглядає аспекти людського існування як інвалідність, страждання, хвороби, старіння та недобровільна смерть, необов'язковими та небажаними. Трансгуманісти покладаються на біотехнології та інші передові технології для розв'язання таких проблем. Також трансгуманізм на рівні із перевагами пов'язаний із низкою небезпек, які можна очікувати від майбутнього.
Символом трансгуманізму є H+ (також >H). Трансгуманізм часто використовуються як синонім до «покращення людини». Хоча перше відоме вживання терміна датується ще епохою Відродження, сучасне значення є продуктом 1980-тих, коли футуристи в США почали організовувати те, що пізніше виросло в рух трансгуманістів. Трансгуманісти передбачають, що люди зможуть колись перетворити себе в істоти з настільки розширеними можливостями, що заслужать звання «постлюдини». Тому іноді трансгуманізм називають «постгуманізмом».

## Історія

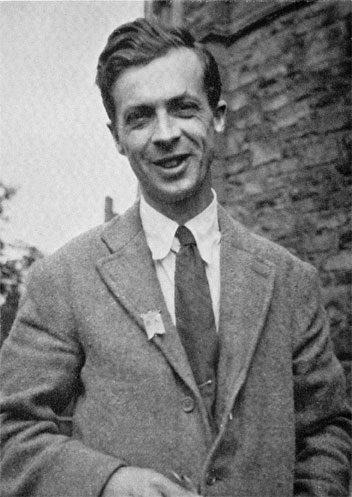
Джуліан Гакслі ввів у вжиток термін трансгуманізм в 1957 році.

Ідеї, виражені у формі бажань чи думок, які сьогодні можна інтерпретувати як трансгуманістичні, можна віднайти в людській культурі протягом всієї її історії. Здебільшого вони містилися в релігійних текстах і стосувалися перетворення людської природи і трансформації в надістоту — ідеї про вдосконалення в йозі, уподібнення Христу в християнстві.
Вперше саме слово «transhumane» використовував Данте Аліг'єрі у своїй «Божественній комедії» (1312), що принесло цьому терміну широку популярність. Ідею універсальної і самодостатньої людини озвучували в епоху Відродження Леонардо да Вінчі, Жан Антуан Кондорсе, енциклопедисти XVIII століття. Огюст Конт, Карл Маркс, Фрідріх Ніцше висували думки щодо прогресу, раціоналізму і продовження еволюції людини. Наприкінці XIX століття про подальшу еволюцію людства через подолання обмежень людського тіла, як про бажану перспективу, говорили, зокрема, такі філософи як Френсіс Віллард, Микола Федоров, Костянтин Ціолковський. Федоров першим сформулював воскресіння померлих як головне завдання цивілізації майбутнього.
В середині-кінці XX століття фантасти Станіслав Лем, брати Стругацькі, Айзек Азімов, Грег Іген сформували науково можливий і привабливий образ майбутнього, в якому людство досягає надзвичайних можливостей завдяки досягненням науки, техніки і вдосконаленню власних тіла й моральності.
У близькому до сучасного сенсі це слово зустрічається вперше тільки у біолога-еволюціоніста Джуліана Гакслі у його роботі «Релігія без Апокаліпсису» (1927, 1957). У дусі своєї епохи, яка, зокрема, ознаменувалася проникненням методів природничих наук у біологію, становленням генетики як самостійного наукового напрямку і початком визволення повсякденного життя людей від впливу релігії, Гакслі представляв трансгуманізм як нову ідеологію, «віру» для людства, що входить в нову хвилю науково-технічної революції. Близькі до Гакслі погляди водночас розвивав генетик Дж. Б. С. Галдайн і свого часу російські космісти. Крах надій на появу реальних способів радикальної зміни біологічної природи людини швидко призвів до згасання широкого інтересу до ідей у цій галузі.
Поняття «трансгуманізм» в сучасному вигляді сформував Ферейдун Есфендіарі (інакше знаний як FM-2030) у 1966 році; воно було скороченням від transitory human, тобто «перехідна людина». Такою людиною уявляли ту, що, живучи в нинішній час, намагається прокласти дорогу до нового, постлюдського стану. У 1980-і роки в Каліфорнії утворилася група однодумців-трансгуманістів. Їх об'єднали ідеї Роберта Еттінгера про безсмертя, Еріка Дрекслера — про нанороботів, Ганса Моравека — про штучний інтелект.
У 1998 році філософи Нік Бостром та Девід Пірс заснували Всесвітню асоціацію трансгуманістів.

## Основні цілі та завдання трансгуманізму
Основа трансгуманістичного світогляду полягає в раціональності, здоровому глузді, критичному аналізі доступної інформації, використанні достовірних наукових відомостей про світ. Головною метою трансгуманізму є нескінченне вдосконалення людини, засноване на новітніх відкриттях науково-технічного прогресу. Для досягнення цієї мети трансгуманізм пропонує:
- всіляко підтримувати технічний прогрес;
- вивчати досягнення науки і техніки, вчасно передбачати й усувати небезпеки і моральні проблеми, які можуть супроводжувати впровадження цих досягнень;
- розширювати свободу кожної окремо взятої людини, використовуючи науково-технічні досягнення;
- як можна більш віддалити, а в ідеалі — скасувати старіння і смерть людини, дати їй право самій вирішувати, коли вмирати і чи вмирати взагалі;
- протистояти вченням та організаціям, що мають цілі, протилежні ідеям трансгуманізму — енвайронменталізм у фанатичній формі (відмова від технічного розвитку, «повернення до природи»), релігійний фундаменталізм, традиціоналізм, та інші форми ідеологій антимодернізму і антипрогресивізму.

Трансгуманісти підтримують розробку нових технологій; особливо перспективними вони вважають нанотехнологію, біотехнологію, інформаційні технології, розробки в галузі штучного інтелекту, завантаження свідомості в пам'ять комп'ютера і кріоніку. Багато трансгуманістів (зокрема футуролог і винахідник Реймонд Курцвейл) вважають, що технічний прогрес, який безперервно прискорюється, вже до 2050 років дозволить створити постлюдину, здібності якої будуть принципово відрізнятися від здібностей сучасних людей. Особливо в цьому допоможуть генна інженерія, молекулярна нанотехнологія, створення нейропротез і прямих інтерфейсів «комп'ютер-мозок». Також багато трансгуманістів вважають, що оскільки швидкість розвитку техніки збільшується експоненціально, то настане час, коли важливі відкриття будуть відбуватися практично відразу, в один і той самий час (явище технологічної сингулярності).
З часом сформувалися два основних напрями трансгуманізму, які передбачають використання технологій для різних верств населення. Перший — перетворення в надлюдину обраних: науковців, політиків, людей, що працюють в небезпечних умовах (базується на інтерпретації філософії Фрідріха Ніцше). Другий базується на «філософії спільної справи» Миколи Федорова, його ідеях про об'єднання людства в боротьбі зі смертю і хворобами, досягнення фізичного безсмертя кожного і воскресіння всіх коли-небудь померлих людей.
На сучасному етапі трансгуманізм практично тотожний імморталізму, мета якого — необмежене продовження людського життя та кероване омолодження.

## Технології
Технології поліпшення людини  — технології, які можуть бути використані не просто як компенсуючі або заповнюють недоліки функцій інвалідів та хворих людей, але також можуть підвищити здібності і можливості людини на новий, недосяжний раніше рівень.

### Реально існуючі технології
- Вирощування органів (розділ регенеративної медицини)
- Тканинна та клітинна інженерія
- Генна інженерія людини
- Епігеномні модифікації
- Штучні органи та синтетична біологія
- Кріоніка
- Біохакінг: ноотропи, спортивне харчування, омолоджуючі препарати, адаптогени, суперфуди
- Передімплантаційна генетична діагностика і відбір ембріонів
- Допінг
- Пластична хірургія
- Екзоскелет
- Нейрокомп'ютерний інтерфейс

### Очікувані технології
- Завантаження свідомості
- Екзокортекс
- Ізольований мозок
- Штучний генералізований інтелект (AGI)

## Критика трансгуманізму
Саме поняття та перспективи покращення людини викликали безліч критики, суперечок і дискусій. Так, Френсіс Фукуяма назвав трансгуманізм «найнебезпечнішою в світі ідеєю». Критика трансгуманізму і його пропозицій має дві основні форми (вони часто доповнюють одна одну):
- «Практичну» — заперечення щодо досяжності цілей трансгуманізму;
- «Етичну» — заперечення щодо цілей та ідей трансгуманізму, моральних принципів і світогляду тих, хто підтримує трансгуманізм або є трансгуманістом як таким.

Критики часто бачать в цілях трансгуманістів загрозу загальнолюдським цінностям, державним соціальним програмам і поширенню громадянських прав і свобод. Одним із останніх аргументів є зіставлення цілей (а іноді і декларованих методів) трансгуманізму з дослідженнями по євгеніці.
Також проблема трансгуманізму може розглядатися як проблема вибору напрямку шляху вдосконалення людини. На відміну від класичного раціонального (чи почасти релігійного) вирішення цього питання через самовдосконалення з використанням інструменту вільного вибору, тобто поліпшуючи послідовно і поступово на своєму шляху пам'ять, навички та здібності, трансгуманізм передбачає серед іншого й екзогенне втручання, імплантаційний апгрейд також і на фізичному рівні.
Часто критика програми трансгуманізму деякою мірою міститься в художніх творах і фантастичних фільмах, які, проте, часто більше малюють уявні світи, ніж аналізують проблему.
На думку критиків, ідеї трансгуманізму входять у суперечність з їх бажаними цілями: наприклад, безсмертя породить безліч проблем, що розглядаються в антиутопіях, таких як перенаселення планети, низький соціальний рівень, обмеження свобод. Однак, на думку прихильників трансгуманізму, всі ці проблеми можуть бути врегульовані адекватним соціальним управлінням, зокрема, суворим обмеженням народжуваності, а також експансією людства в космос.

## Гуманізм, трансгуманізм і постгуманізм
Предметом дискусій залишається питання, чи є трансгуманізм гілкою «постгуманізму», а також те, як варто визначити постгуманізм, беручи до уваги трансгуманізм. Останній часто характеризується як різновид або активна форма постгуманізму, причому як його консервативними, християнськими і прогресивними критиками, так і налаштованими протрансгуманно вченими, які, наприклад, називають його «філософським постгуманізмом». Спільною рисою трансгуманізму і постгуманізму є передбачення якогось нового розумного виду, в який еволюціонує людина. Цей новий вид поповнить або навіть замінить людство. Трансгуманісти підкреслюють еволюційну перспективу, підтримують спрямовану еволюцію, що веде в «постлюдське майбутнє».
Також на трансгуманізм вплинула ідея створення штучного інтелекту, запропонована, зокрема, Гансом Моравцем. Ідеї Моравця і трансгуманізм характеризувалися як «апокаліптична» форма постгуманізму, протиставлена «культурному постгуманізму» в гуманітарних науках і мистецтві. У той час як такий «культурний постгуманізм» спрямовує зусилля на переосмислення відносин людини і машин, які дедалі більше ускладнюються, трансгуманізм не тільки не бажає відмовлятися від застарілих концепцій «автономного вільного суб'єкта», а й поширює їх у постгуманістичну область. Самовизначення трансгуманізму як закономірного продовження ідей епохи Просвітництва узгоджується з цією точкою зору.
Деякі світські гуманісти представляють трансгуманізм результатом руху вільнодумства і вказують, що трансгуманісти відрізняються від основної течії гуманізму концентрацією на технологічних підходах до вирішення проблем людини, в тому числі проблеми його смертності. Однак інші прогресивісти вказують, що постгуманізм чи у його філософських, чи у активістських формах прагне відійти від питань соціальної справедливості, реформування соціальних інститутів та інших центральних проблем Просвітництва до нарцистичних прагнень нескінченного поліпшення людського тіла в пошуках найкращих форм існування. З цієї точки зору, трансгуманізм відходить від цілей гуманізму і Просвітництва.

## Політизовані течії трансгуманізму

### Лібертаріанський трансгуманізм
Лібертаріанська трансгуманізм — політична ідеологія, що об'єднує лібертаріанство і трансгуманізм.
Дослідники, які називають себе лібертаріанськими трансгуманістами (Ronald Bailey з Reason magazine і Glenn Reynolds з Instapundit) виступають на захист права на розширення людських можливостей. На їх думку, вільний ринок — найкращий гарант цього права, оскільки дає велику особисту свободу та процвітання, в порівнянні з іншими економічними системами.
Лібертаріанські трансгуманісти вважають, що принцип самовласності (англ. self-ownership) — фундаментальна ідея, що об'єднує лібертаріанство і трансгуманізм. Інші принципи, такі як розумний егоїзм і раціональне ставлення до нових технологій, дозволять, на їхню думку, досягти суттєвого розширення свобод людини. Завдяки цьому стане можливим побудувати державу, що характеризується повним фізичним, інтелектуальним та соціальним добробутом, а не просто відсутністю хвороб та злиднів.
Як непримиренні захисники громадянських прав, лібертаріанські трансгуманісти вважають, що будь-яка спроба обмежити право на розширення можливостей власного тіла є порушенням громадянських прав і свобод. Одночасно з цим, лібертаріанські трансгуманісти виступають проти втручання держави в цю область, оскільки, на їхню думку, будь-яке втручання держави такого роду обмежує можливість вибору.

### Комуністичний трансгуманізм (технокомунізм)
Комуністичний трансгуманізм об'єднує гуманізм, сцієнтизм і раціоналізм. Цей різновид трансгуманізму вважає, що людство або досягне комунізму, або загине.
У романі Олександра Лазаревича «Мережа Нанотех» описується мета і шлях до її досягнення для розвитку людства в цьому напрямку. Основною ідеєю є те, що за допомогою наномашин можна абсолютно безкоштовно створювати будь-які речі і предмети з діоксиду вуглецю, який рясно представлений в атмосфері, що відповідає принципам комунізму. Далі людина переміщує свою свідомість в штучні канали зв'язку, досягаючи безсмертя.

### Техногайянізм
Техногайянізм (від англ. «techno» — технологія і грец. Γαῖα, Gaia, Ge — Гея) — одна із течій захисників природи і трансгуманізму. Представники техногайянізму виступають за активний розвиток нових технологій, які в майбутньому допоможуть відновити навколишнє середовище. Техногайяністи також стверджують, що створення чистих і безпечних технологій — важлива мета для всіх захисників навколишнього середовища.
Техногайяністи вважають, що технології з часом стають чистішими і ефективнішими. Більше того, такі галузі як нанотехнологія і біотехнологія можуть дати засоби для повного відновлення навколишнього середовища. Наприклад, молекулярна нанотехнологія дозволить перетворити накопичене на звалищах сміття в корисні матеріали та продукти, біотехнологія дозволить створити спеціальні мікроби, які харчуватимуться відходами виробництв.
На думку техногайяністів, людство нині[коли?] в глухому куті, і єдиний шлях для розвитку людської цивілізації — прийняти принципи техногайянізму та обмежити експлуатацію природних ресурсів. Тільки наука і техніка дозволять людству вийти з цього тупику у стабільно прогресивний розвиток і уникнути катастрофічних наслідків глобальних ризиків.

## Дослідження філософії трансгуманізму
Ряд наукових організацій і фахівців займаються дослідженнями філософії трансгуманізму. Європейським центром досліджень у цій сфері є Оксфордський університет, в США таким є Університет штату Аризона.

### Відомі філософи-трансгуманісти
- Болонкін Олександр Олександрович — Інститут технології Нью-Джерсі
- Нік Бостром — професор Оксфордського університету
- Вішев Ігор — доктор філософських наук
- Ганс Моравець — американський футуролог.
- Мор Макс — американський філософ і футуролог.
- Гленн Рейнольдс — професор Теннессійського університету, публіцист.
- Реймонд Курцвейл — американський винахідник і футуролог.
- Фукуяма Френсіс — доктор політичних наук, критик трансгуманізму.
- Джуліан Гакслі — англійський біолог, еволюціоніст і гуманіст, політик.
- Юдін Борис — доктор філософських наук, член-кореспондент РАН[24]
- Роберт Еттінгер — американський академік, «батько кріоніки».
- Боряна Росса — професор Сіракузького університету.

## Трансгуманізм в масовій культурі
З моменту зародження трансгуманізму створено велику кількість художніх творів різних форм, в яких тим чи іншим чином відображені трансгуманістичні ідеї.

### Трансгуманізм у фантастиці
У сучасній науковій фантастиці досить популярна тема розширення можливостей людини засобами науки, створено численні утопії та антиутопії. Деякі з проблем трансгуманізму розглядалися за десятиліття до формування руху в творах Роберта Гайнлайна («Життя Лазаруса Лонга»), Артура Кларка («Кінець дитинства»), Станіслава Лема («Кіберіада»), братів Стругацьких («Хвилі гасять вітер») та інших. Трансгуманізм згадується в британському серіалі «Доктор Хто», не тільки щодо людей (Володарів часу і Далеків), і в американському серіалі «Грань».
У творах жанру кіберпанк (і особливо посткіберпанк) часто зачіпаються питання, що піднімаються філософією трансгуманізму, популярні «трансгуманістичні» технології та концепції. Як приклади таких творів можна назвати «Нейроманта» Гібсона і «Схизматрицю» Стерлінга. У ряді творів жанру посткіберпанку (наприклад, «Трансметрополітен») концепції транс- і постлюдства описуються в явному вигляді.
Література
Найбільш яскраво проблема трансгуманізму висвітлюється у літературних творах:
- «Не бійся темного сну...» Олександра Гордєєва
- «Творець зірок», «Останні і перші люди» Олафа Стейплдона
- «Аргонавти Всесвіту» та «Поема анабіозу» Олександра Ярославського
- «Ми - з Сонячної системи» Георгія Гуревича
- «Каталіз» Анта Скаландіса
- Трилогія «Золотий вік» Джона Райта
- «Транслюдина», «Сингомейкери», «Я — сингуляр» Юрія Нікітіна
- «Акселерандо», «Небо сингулярності», «Оранжерея» Чарльза Стросса
- «Полум'я над безоднею», «Глибина в небі», «Кінець веселок» Вернора Вінджа
- Серія «Космічний апокаліпсис» Аластера Рейнольдса
- «Вентус», «Lady of Mazes» Карла Шредера
- Серія «The Culture» Ієна (М.) Бенкса
- «Хвилі гасять вітер» А. і Б. Стругацьких
- «Схизматриця» Брюса Стерлінга
- «Are You a Transhuman? Monitoring and Stimulating Your Personal Rate of Growth in a Rapidly Changing World» та інші книги Ф. М. Есфендіарі (FM-2030)
- «Мережа Нанотех» і «Технокосм», авторства Лазаревича Олександра Володимировича[26]

Кіно і телебачення
Помітний внесок в популяризацію теми трансгуманізму зробили фільми і телесеріали:
- Робокоп
- Темне місто
- Гаттака
- Ghost in the Shell
- Акіра
- Зоряний крейсер «Галактика»
- Довгі роки

Відеоігри
Також трансгуманізм зустрічається у відеоіграх. Найбільш яскраво показаний у:
- Серії «BioShock»
- Серії «Crysis»
- Серії «Deus Ex»
- Серії «Halo»
- Metal Gear Rising: Revengeance
- SOMA
- Cyberpunk 2077
- Call of Duty: Black Ops III
- Read Only Memories

Настільні ігри
Менш виражено трансугамінзм зображається в настільних іграх:
- Eclipse Phase
- GURPS Transhuman Space
- Warhammer 40,000
- Cyberpunk 2020[27]

Починають виділяються такі піджанри наукової фантастики як «singularity fiction» і «transhumanist space opera».

### Трансгуманізм в музиці
Ідеями трансгуманізму надихалися також багато музикантів (особливо це стосується представників різних напрямків індастріалу). Можливо, першопрохідцями в цьому плані були Kraftwerk з їх альбомами «The Man Machine» і «Computer World». З більш сучасних релізів можна відзначити альбоми Cyanotic «Transhuman», Cyberya «Mindcontrol» і Vortech «Posthumanism» (усі ці групи грають індастріал-метал), а також практично вся творчість російського проєкту Complex Numbers, а також Unreal.